# 膳所藩

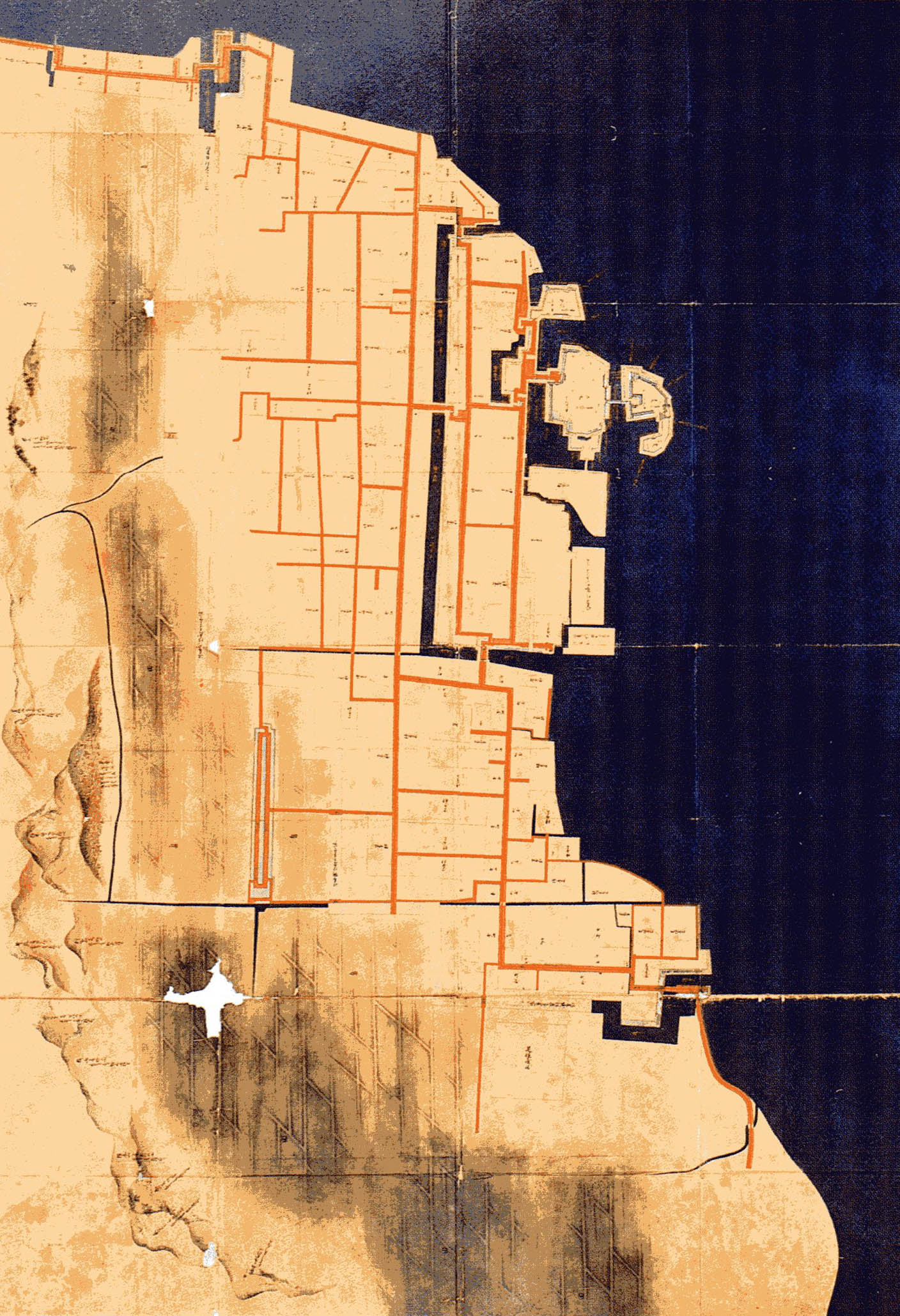
17世紀半ばの膳所城（正保城絵図）

膳所藩（ぜぜはん）は、近江国滋賀郡膳所の膳所城（現在の滋賀県大津市）に藩庁を置いた藩。
江戸時代初期には短期間で藩主家が交替したが、そのうちの本多家が1651年に再封され、以後廃藩置県まで当地を治めた。京都への入口を押さえる役割を担い、歴代藩主家はいずれも譜代大名である。本多氏（再封）時代の石高は7万石で、これは近江国では彦根藩（井伊家）に次ぐ規模である。
本記事では、廃藩後に置かれた膳所県（ぜぜけん）についても言及する。

## 歴史

### 初期の藩主家
関ヶ原の戦い後の慶長6年（1601年）、徳川家康は大津城に代わる城として、相模川河口付近の膳所崎に天下普請で膳所城を築城し、武蔵国高麗郡鯨井5,000石の領主であった譜代の戸田一西に3万石を与えて入部させた。これが膳所藩の立藩である。慶長7年（1602年）に一西が死去すると、子の戸田氏鉄が跡を継いだが、元和2年（1616年）に大坂の陣における武功を賞されて摂津尼崎藩に移された。
代わって譜代の名家本多家の本多康俊が3万石で入った。本多康俊の跡を継いだ本多俊次の代である元和7年（1621年）、5,000石加増の上で三河西尾藩に移された。
代わって伊勢長島藩より菅沼定芳が3万1,000石で入った。しかし寛永11年（1634年）に1万石加増の上で定芳は丹波亀山藩へ移され、代わって石川忠総（大久保忠隣の次男）が下総佐倉藩より7万石で入部した。忠総の跡を継いだ孫の憲之のとき、叔父の石川総長に1万石、同じく叔父の石川貞当に7,000石を分与している。慶安4年（1651年）4月4日、憲之は伊勢亀山藩に移された。

### 本多家の再入部

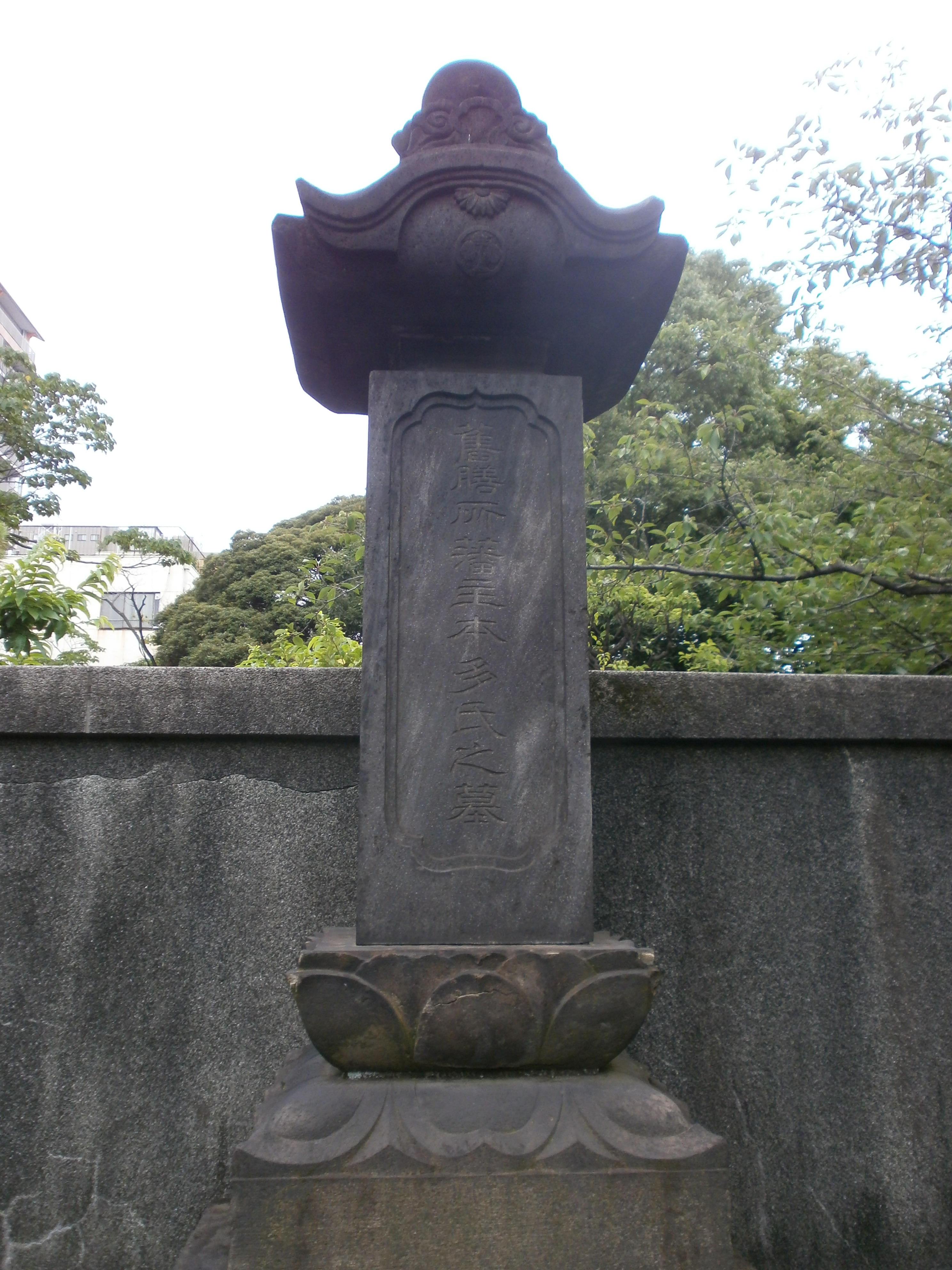
霊巌寺（東京都江東区）にある膳所藩主・本多家墓

代わって、以前に膳所を領していた本多俊次が7万石で膳所に再び入部し、以後は本多家の領地として固定することとなった。そして俊次から第3代藩主・本多康慶の頃にかけて瀬田川の治水工事、新田開発、窮民に対する福祉政策や火事対策、京都警備などの諸改革が行なわれて藩政は安定化した。しかし江戸時代中期頃から藩財政が窮乏化したため、第9代藩主・本多康匡は中根善右衛門を登用して財政改革を主とした藩政改革を断行したが、この改革が領民に御用銀を賦課するというものであったため、天明元年（1781年）に改革に反対する百姓一揆や打ちこわし、強訴が起こり、同年末にも打ちこわしが発生した。おまけに藩主の康匡が年末に死去したため、改革は完全な失敗に終わった。
そして、第10代藩主・本多康完の時代には有名な「御為筋一件」が起こった。前述したように膳所藩では江戸時代中期頃から財政が窮乏化して衰退していたが、それに加えて家老の本多内匠と鈴木時敬が藩主が短命かつ若年であることをよいことに領民に対して悪政を敷いて専横を極めた。康匡は2人を排除して実権を取り戻し、中根を登用して改革を行なったが、領民に負担をかける財政改革だったため、領民が百姓一揆を起こして失敗したうえ、その一揆が起こった同年末には康匡が死去して若年の康完が跡を継いだ。すると失脚していた本多内匠と鈴木時敬は康完が若年であるのをよいことに復職を果たし、またも専横を極めた。しかも藩財政が窮乏化している中で奢侈を奨励したため、領民はもちろん家臣団の内部でも内匠と時敬の排除を求める声が高まった。幕府にもこの騒動が聞こえるようになると、幕府の裁定により本多修理（内匠と時敬の対立者で、倹約を主とした藩政改革を唱えていた）を家老として藩政改革を行なうように命じ、2人の奸臣をはじめとする一派は処刑、永牢、追放の処分を下された。こうして、騒動はようやく鎮まり、その後は修理のもとで藩政改革が行なわれ、文化5年（1808年）には藩校・遵義堂が創設された。

#### 幕末・明治維新期
幕末期、最後の藩主である本多康穣の代に、藩内では尊王攘夷派と佐幕派が藩の主導権をめぐって争った。将軍・徳川家茂の膳所宿泊予定が中止になるほどであったが、藩内部でやがて佐幕派が力を盛り返し、阿閉権之丞ら尊王派11名を処刑した。また尊王派の先鋒の川瀬太宰も幕吏新撰組に捕えられ殺される。川瀬太宰は筆頭家老戸田資慶の叔父でもあった。その後、その川瀬が藩主にも説いた尊王論が盛り返し、明治元年（1868年）の戊辰戦争では新政府側に与して桑名藩攻めに出兵した。明治2年（1869年）の版籍奉還により、康穣は知藩事となった。
膳所藩は明治3年（1870年）4月、膳所城の「廃城願い」を出した。膳所城は湖に突き出た水城で、維持費が嵩むうえに近代戦に不向きであることが理由に挙げられた。全国の諸藩のなかで最も早い廃城とされる。本丸から石垣に至るまで売り払われ、その額は1200両であったという。廃城に至り、元藩士の伊藤久斉はショックのあまり発狂し物乞いになったが、町民の尊敬を受けていて、1921年に亡くなった際には町民による町民葬が行われた。

#### 膳所県
明治4年（1871年）7月の廃藩置県にともない、膳所藩は廃藩となって膳所県となる。同年11月、第1次府県統合によって膳所県は廃止され、大津県（翌年「滋賀県」に改称）に編入された。

## 歴代藩主

### 戸田家
3万石。譜代。
1. 戸田一西
2. 戸田氏鉄

### 本多家
3万石。譜代。
1. 本多康俊
2. 本多俊次

### 菅沼家
3万1,000石。譜代。
1. 菅沼定芳

### 石川家
7万石→5万3,000石。譜代。
1. 石川忠総
2. 石川憲之

### 本多家（再封）
7万石。譜代。
1. 本多俊次
2. 本多康将
3. 本多康慶
4. 本多康命
5. 本多康敏
6. 本多康桓
7. 本多康政
8. 本多康伴
9. 本多康匡
10. 本多康完
11. 本多康禎
12. 本多康融
13. 本多康穣

## 幕末の領地
- 近江国
  - 滋賀郡のうち - 21村　
  - 栗太郡のうち - 76村
  - 甲賀郡のうち - 1村
  - 浅井郡のうち - 7村（うち5村を朝日山藩に編入）
  - 伊香郡のうち - 5村
  - 高島郡のうち - 18村
- 河内国
  - 錦部郡のうち - 13村

明治維新後に、滋賀郡7村（京都町奉行管轄の旧幕府領6村、狭山藩領1村）、錦部郡6村（旧神戸藩領4村、狭山藩領2村）が加わった。

## 文化・産業・人物

### 学問・武芸
1808年に藩校として遵義堂が開かれ、幕末期には蘭学と西洋砲術も教授された。藩儒には、英文学作品を日本ではじめて和訳紹介したとされる黒田麹廬（行次郎。1850年ごろ、『ロビンソン漂流記』を「漂荒記事」のタイトルで翻訳した）や、関藍梁（後述）などがいる。明治・大正期の国粋主義教育者として著名な杉浦重剛は、藩儒の子として生まれて遵義堂に学んだ。
居合剣術の今枝流は、寛永年間に宮津藩士今枝良重・良政父子によって編み出されたが、良政は主家改易に伴う浪人を経て、300石で膳所藩本多家に仕えた。なお、今枝一族からは他の武術をも取り込んだ複数の武術流派が生まれ各地に伝わったが、膳所藩の今枝流は居合剣術の形を保って幕末まで続いた。

### 特産品

#### 瀬田しじみ
最初の膳所藩主となった戸田一西は、民政に力を入れた人物と伝えられており、以下のような話が伝わる。戸田一西は、在来の殻の黒いしじみの味があまりよくなかったため、前領地の武蔵鯨井（現在の埼玉県川越市鯨井）から味の良い「紅しじみ」を運び、瀬田川で養殖に成功して特産品瀬田しじみにした。漁民は戸田一西（左門）の名から「左門しじみ」と呼んで善政を讃えたという。元禄年間の『本朝食鑑』では瀬田川に産するしじみの美味と肉厚さを紹介して「上都の嘉珍」と称賛している。瀬田のしじみは貝殻がべっこう色をしているので「紅しじみ」と呼ぶと説明される。
ただし、現在セタシジミ (Corbicula sandai) と呼ばれる生物種は琵琶湖の固有種であり、縄文時代の粟津湖底遺跡（粟津貝塚）や石山貝塚からも大量に出土している。セタシジミの貝殻の色はべっこう色や茶色と表現されるものからから黒褐色・黒色と表現されるものまでさまざまであり、これは生育環境の違いに由来する（泥地のものは黒く、砂地のものは明るくなる）とされる。セタシジミは琵琶湖周辺や京都で日常的に食されたが、漁獲量は昭和30年代前半（1950年代半ば）にピークを迎えたのち大きく落ち込んでいる。

#### 膳所焼
江戸時代初期、膳所藩の御庭焼として膳所焼が高名であり、大名間の贈答用茶器などが生産された。膳所焼は小堀遠州の好みとされる遠州七窯に数えられている。膳所焼は、菅沼定芳が御用窯を開いたのがはじまりとされ、菅沼家に代わって入封した石川忠総のもとで最盛期を迎えた。しかし、忠総の死後に石川家が膳所から去ったこともあり、膳所焼は衰微した。江戸時代後期以降、民間で膳所焼再興が幾度か試みられた。

#### 膳所茶
膳所茶は、幕末期から特産品化が進んだ。ペリーが来航した際、膳所藩江戸屋敷詰の儒者関藍梁は、幕府の応接役林大学頭に従って黒船に乗船していた。ペリーは、関が所持していた藩領産の緑茶を振る舞われて気に入り所望。これを受け、関は藩主に茶の特産品化を進言。宇治で製茶法を学んだ元藩士の太田重兵衛が茶司に任命され、園山茶園が開かれて特産品化が進められた。

### ゆかりの人物
江戸時代後期、山林奉行に属した藩士加藤九蔵（「餅九蔵」の異称でも知られる）は、領内の植林に尽力した。九蔵の死後、文化5年（1808年）に藩主本多康禎がその功績を讃えた木札を建て、明治45年（1912年）に石碑「餅九蔵植林記念碑」が建てられている。
幕末期の越後長岡藩家老として著名な河井継之助は、その先祖が膳所藩本多家に仕えていたという説がある。
藩士野口家出身の野口賀柔・槇子兄妹は岩倉具視に近侍し、幕末期の岩倉の活動を支えた。槇子はのちに岩倉の継妻になっている。
このほか、明治期に活動した膳所藩出身者には、粟津高明（明治時代のキリスト教界の指導者）などがいる。